# Гандзій Василь Васильович
Василь Васильович Гандзій (28 березня 1930, с. Романківці, нині Сокирянського району Чернівецької області — 29 квітня 2019) — український поет, прозаїк, краєзнавець, фольклорист, етнограф, член Національної спілки журналістів України. Почесний громадянин села Романківці.

## Біографія
Народився 28 березня 1930 року в селі Романківці Хотинського повіту Бессарабії, нині Сокирянський район Чернівецької області. З 1947 р. працював у місцевому колгоспі. Заочно закінчив Хотинський технікум. Очолював рільничу бригаду, працював агрономом. Без відриву від виробництва закінчив історичний факультет Чернівецького державного університету. Викладав історію у місцевій середній школі.
Писав вірші. Редагував колгоспну газету «За високий урожай». Друкувався у районній газеті «Колгоспне життя», відтак — «Дністрові зорі», де був членом літературно-мистецького об'єднання «Польова веселка», яке очолював поет Олексій Бондар. Вірші, публіцистику друкував в обласних газетах у Чернівцях «Буковина», «Буковинське віче». Вірші «Моєї мами заповіт», «Гімн землі», «Мені нагадує тебе…» увійшли до шкільного посібника «Письменники Буковини».

## Автор поезій
- Збірка поезій «Дума сивого жита» (1992)
- Історико-краєзнавчий нарис «Моє село крізь століття, епохи і роки» (2000)
- Збірка поезій «На перехресті літ» (2003)
- Збірка поезій «Далеке і близьке» (2006)

## Автор віршів для пісень
На його вірші пишуть пісні композитори Михайло Мафтуляк, Михайло Рожка. До збірок заслуженого працівника культури України Михайла Мафтуляка увійшли його пісні:
- Мій рідний край
- Ровесники
- Посівалочка…